# Luz (disegnatore)
Luz, pseudonimo di Rénald Luzier (Tours, 7 gennaio 1972), è un fumettista e illustratore francese.

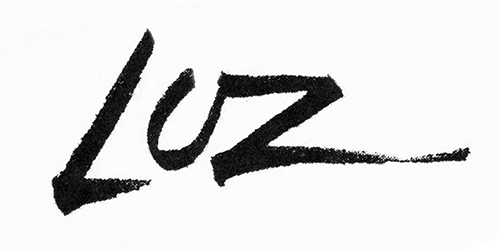
Firma di Luz

Luzier è noto principalmente per la sua collaborazione con il giornale satirico Charlie Hebdo del quale è spesso stato l'autore delle copertine e per le sue controverse e provocatorie vignette e caricature su temi politici e religiosi. Ha disegnato sia la celeberrima copertina del novembre 2011 (n° 1011) raffigurante una caricatura satirica di Maometto che dice: "100 frustate se non muori dalle risate" e il titolo "Charia Hebdo", gioco di parole tra Shari'a (la legge islamica) e il nome del giornale stesso, sia la prima copertina del giornale dopo l'attentato terroristico di matrice islamica subito dalla redazione del giornale nel gennaio 2015 dove hanno trovato la morte diversi disegnatori e collaboratori di Charlie Hebdo e al quale Luz era fortunosamente scampato. La copertina in questione mostra un'altra caricatura di Maometto (questa volta in lacrime) su sfondo verde con in mano un cartello recante la scritta "Je suis Charlie" e il titolo Tout est pardonné ("è tutto perdonato").
In carriera Luz ha contribuito a diverse testate, tra le quali Les Inrockuptibles, Magic, Ferraille, L'Écho des Savanes, e  Fluide Glacial. Nel 1991 e 1992 ha inoltre pubblicato Le Grosse Bertha, una rivista di protesta contro la Guerra del Golfo. Ha ricevuto il premio "Prix Tournesol" nel corso del Festival international de la bande dessinée d'Angoulême del 2003 per la sua opera Cambouis, una raccolta della sua propria fanzine pubblicata da L'Association nel 2002. Nel 2007 è apparso in un cameo nel film Tel père telle fille di Olivier de Plas.
Riuscì a salvarsi la vita durante l'attentato alla sede di Charlie Hebdo del 7 gennaio 2015 grazie al fatto di aver dormito troppo e di aver tardato al lavoro di circa una mezz'ora..
Nel corso del 2015 ha poi lasciato il giornale e ha scritto l'opera Catharsis tradotta e pubblicata anche in Italia.

## Opere

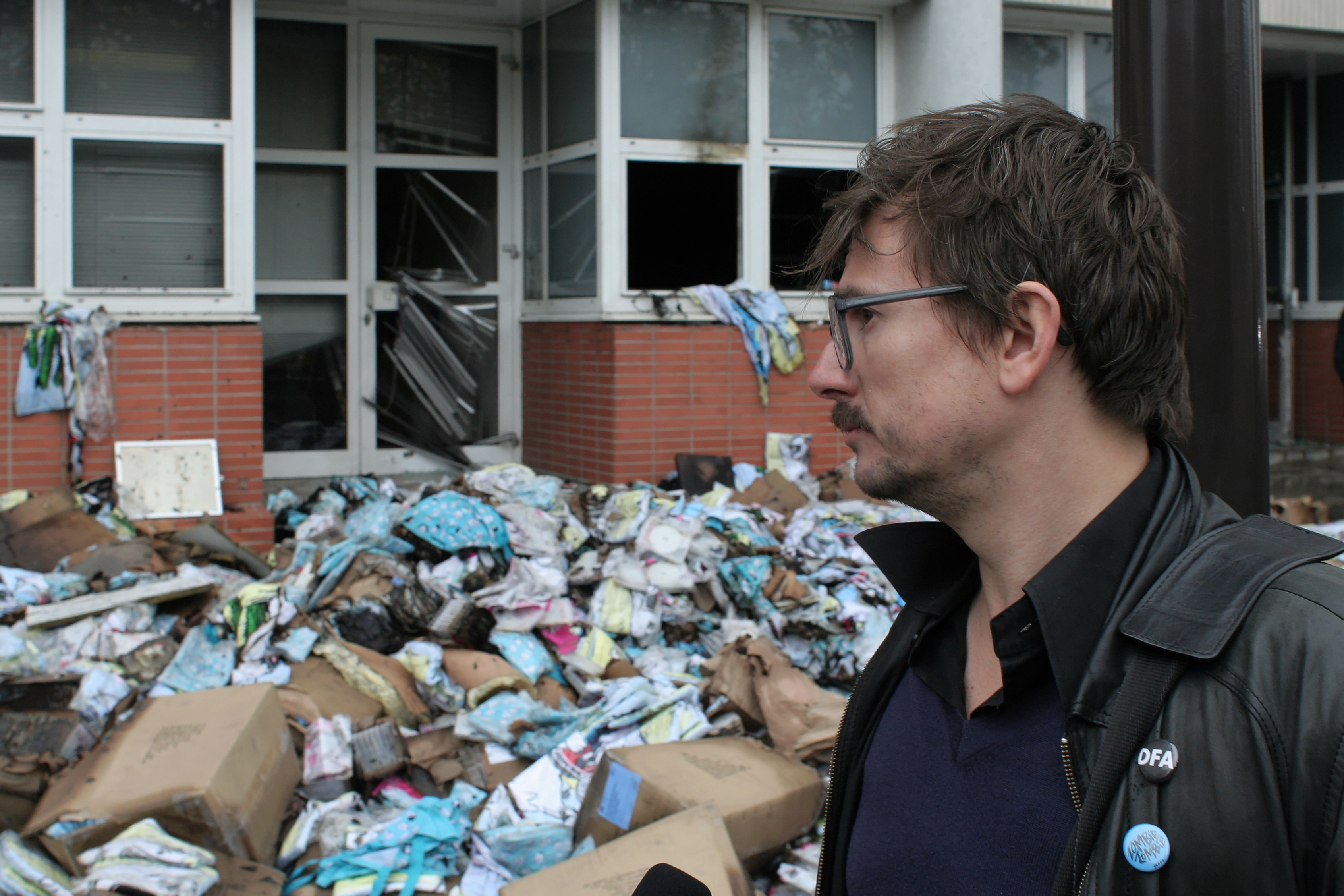
"Luz" il giorno dell'incendio doloso della sede di Charlie Hebdo nel novembre 2011.

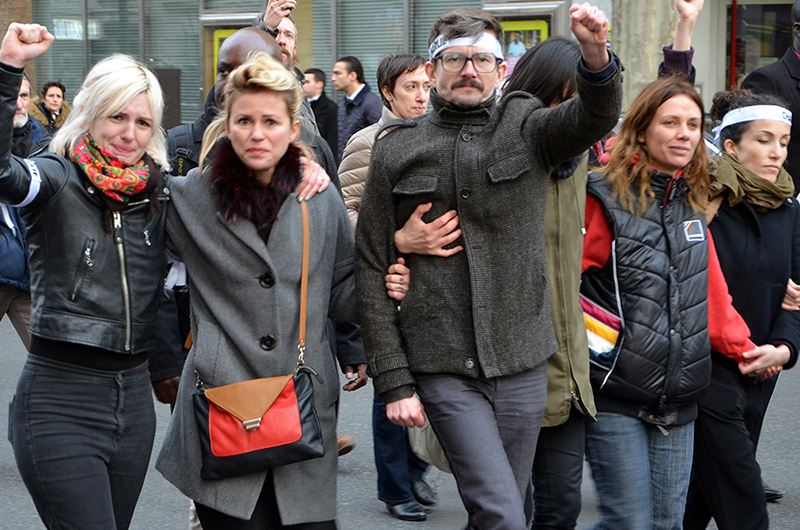
"Luz" alla manifestazione di Parigi dell'11 gennaio 2015 in supporto a Charlie Hebdo a seguito dell'attentato omicida del 7 gennaio precedente.

- 1992: disegnatore/caricaturista per L'Aberration, giornale studentesco de la Fédération des étudiants de Tours (FET).

### Charlie Hebdo hors série
- 1998: Les Mégret gèrent la ville
- 1999: C'est la crise finale
- 2002: Monsieur le baron
- 2005: Un Turc est entré dans l'Europe
- 2006: Charlie blasphème (in collaborazione con Charb)

### Altri editori
- 2002: Cambouis (L'Association)
- 2003: The Joke (Les Requins Marteaux)
- 2004: libretto dell'album OuMuPo3 di Rubin Steiner su etichetta Ici, d'ailleurs...
- 2005: Claudiquant sur le dancefloor (Hoëbeke)
- 2006: Faire danser les filles (Hoëbeke)
- 2007: J'aime pas la chanson française (Hoëbeke)
- 2008: Quand deux chiens se rencontrent (Les Échappés)
- 2009: Les Sarkozy gèrent la France (Les Échappés)
- 2010: Robokozy (Les Échappés)
- 2010: King of klub (Les Échappés)
- 2015: Catharsis (Futuropolis, Catarsi, BAO Publishing, 2015, ISBN 978-88-6543-516-8)

### Contributi vari
- 1996 : (FR) Frédéric H. Fajardie, Égérie légère, Paris, Éditions de la Table ronde, ISBN 2-7103-0763-4.
- 2002: La Casquette de Charles Bovary - Ouvrage Collectif sur une idée de Michel Boujut - Editions Arléa
- 2006: Antijour: « fanzine nocturne et musical », 3 numeri (da 0 a 2)
- 2006: Mozart qu'on assassine, insieme a Charb, Riss, Catherine Meurisse, Tignous e Jul (éditions Albin Michel)
- 2009: Le Cahier de vacances de Charlie Hebdo, con Charb, Riss e Catherine Meurisse (Les Échappés)
- 2010: Élevons le débat, raccolta di disegni apparsi su Charlie Hebdo nel 2009/2010 (Les Échappés)